# أنطونيا ماتيتش
أنطونيا ماتيتش (بالألمانية: Antonia Matic)‏ مواليد 31 ديسمبر 1984، هي لاعبة كرة مضرب ألمانية سابقة بدأت مسيرتها كمحترفة سنة 2004 وكانت تلعب باليد اليمنى، اعتزلت اللعب في 4 أغسطس 2008. أعلى تصنيف لها في الفردي كان المركز الـ 225 في سنة 2004. أعلى تصنيف لها في الزوجي كان المركز الـ 135 في سنة 2004.

## روابط خارجية
- أنطونيا ماتيتش على موقع رابطة محترفات التنس (الإنجليزية)
- أنطونيا ماتيتش على موقع الاتحاد الدولي لكرة المضرب (الإنجليزية)